# 印度奧林匹克協會

協會舊標誌

印度奧林匹克協會（Indian Olympic Association）是印度的國家奧林匹克委員會。該組織成立於1927年，是國際奧委會和亞洲奧林匹克理事會的成員。1952年，他們首次為獨立國家身份參與在芬蘭赫爾辛基舉行的夏季奧運會。此後，他們從未缺席過夏季奧運會。
印度還曾計劃會申辦2028年夏季奧運會。現時，印度奧林匹克協會的總部設在新德里，會長是Anil Khanna，現任奧會秘書長為梅塔（Rajeev Mehta）。

## 歷史
1923－1924年，全印度奧林匹克委員會成立，並於1924年2月舉行了全印度奧運會，從中選出了八名運動員代表印度參加1924年巴黎奧運會。Vijay Kumar Malhotra於2011年至2012年擔任印度奧會會長。

## 資料來源
1. ↑  . www.bbc.com.   [2020-01-22]. （原始内容存档于2019-07-01）.
2. ↑  Srinivasan, Kamesh. . 2013-05-15  [2020-01-22]. （原始内容存档于2014-01-01） –www.thehindu.com.
3. ↑  .   [2014-01-27]. （原始内容存档于2010-09-05）.

## 外部連結
- 官方網頁（页面存档备份，存于）